# Jan van Heelu
Jan van Heelu (žil ve 13. století) byl vlámský spisovatel. Mezi lety 1288-1294 napsal kroniku Bitvy u Worringenu (1288). Pocházel pravděpodobně z kláštera z části belgického města Léau, Helen-Bos. Jeho práce je srovnatelná se spisovatelem Jacob van Maerlantem.